# Efraín Aguilar
Efraín Aguilar Pardavé (Lima, 16 de diciembre de 1944), también conocido por el apelativo de Betito, es un productor de televisión, director de televisión, actor y político peruano. Ha ganado reconocimiento por ser creador de las series Taxista, ra ra, Mil oficios, Así es la vida, Al fondo hay sitio y De vuelta al barrio. Por otro lado, ejerció como regidor de la Municipalidad Metropolitana de Lima entre el 1 de enero de 2002 y el 1 de diciembre de 2010, para nuevamente asumir el cargo a partir del 1 de enero de 2023.

## Biografía
De padre trujillano y madre huanuqueña, vivió su infancia en el distrito de Magdalena. Concluyó sus estudios escolares en la Gran Unidad Escolar Bartolomé Herrera del distrito limeño de San Miguel. En 1968 egresó del Instituto Pedagógico Nacional. Antes de trabajar en la televisión y el teatro, fue tramoyista, iluminador, utilero y apuntador.
Inició su carrera como parte del elenco de Telecholo de Tulio Loza en 1978, y también fue parte del elenco del programa cómico Risas y salsa en la década de 1980, en el cual fungió también como su primer director y productor, pero por un conflicto con el gerente abandonó el programa en 1982. Estuvo lejos de la TV durante once años hasta que regresó en 1993 con el programa El enchufe. En 1997 regresó a la producción y dirección de Risas y salsa.
Paralelamente, se desempeñó como director de obras teatrales, entre las que destaca la revista Locos y locas del 84. Durante su ausencia de la televisión, incursionó en la producción cinematográfica. En 1987, produjo el largometraje Fantasías, que tuvo como papel principal a Adolfo Chuiman.
En 1998 produjo Taxista Ra Ra, que tuvo nuevamente como protagonista a Chuiman. Esta serie tuvo acogida por parte de los televidentes durante su emisión en Panamericana Televisión.
Dirigió entre 1999 y 2000 Los ambulantes de la risa en Panamericana Televisión, con el cual obtuvo buenos índices de audiencia, e incluso llegó a ser transmitido internacionalmente por la Cadena Sur.
Desde 2001 hasta 2003 dirigió Mil oficios, protagonizados por Adolfo Chuiman y Aurora Aranda, que logró hasta 40 puntos de rating durante su emisión. La serie alcanzó un gran éxito, pero los problemas administrativos de Panamericana y la falta de pago que existía en la televisora generaron que Aguilar y Gigio Aranda dejaran la televisora.
En 2003 fue productor de la telenovela infantil Estos Chicos de Ahora, junto con Marisol Crousillat y emitida en Panamericana Televisión.
En 2004, y por la crisis que pasaba el canal, dejó Panamericana Televisión para mudarse a América Televisión, donde dirigió Así es la vida hasta 2008, logrando ser líder en su horario durante los años que estuvo en el aire.
Desde 2009 hasta 2016 fue el director de Al fondo hay sitio, considerado uno de los programas más exitosos de la televisión peruana, que fue iniciado con la idea de sustituir las temporadas de Así es la vida. La idea fue aceptada por el presidente del canal Eric Jurgensen.

"Estoy contentísimo con el final de la serie Así es la vida y aunque no estuve de acuerdo al principio, creo que se tomó la mejor decisión. Como actores, no podemos quedarnos en la misma rutina."
Efraín en una entrevista por Perú 21 el 15 de noviembre de 2008.

Aguilar se basó en el sketch Los vecinos de Ate y La Molina del programa cómico El especial del humor, el cual era parodia de dos vecinas racistas conviviendo con un grupo de clase baja. El contenido también era una parodia, con un toque cómico y romántico de la realidad social en Lima. El primer capítulo de la serie estrenado el 30 de marzo del 2009 obtuvo 31 puntos de índice de audiencia.
Esta serie tuvo altos índices de audiencia durante su emisión, llegando a tener hasta 59 puntos de rating. El programa fue transmitido en varios países de Latinoamérica y Estados Unidos.  Aguilar consideró que su serie "no tiene caducidad" debido su alta sintonía. La serie es finalizada el 5 de diciembre de 2016 luego de ocho temporadas de emisión.
En 2012, produjo La faraona, basada en la vida de la cantante de cumbia Marisol Ramírez. En 2013 fue productor de la miniserie basada en la vida de Augusto Polo Campos, Los amores de Polo. En 2014 fue productor de la miniserie Hotel Otelo. la cual fue cancelada debido a la baja audiencia.
De 2017 a 2021 fue productor de la exitosa teleserie De vuelta al barrio
En 2020 fue productor de La rosa de Guadalupe: Perú, serie de televisión adaptación de la serie homónima mexicana. Duró 20 capítulos, debido a que fue lo único que se pudo grabar.

## Carrera política
Fue dos veces regidor de Lima por Unidad Nacional en las elecciones de 2002 y 2006, luego de que su partido, liderado por Luis Castañeda lograra obtener la alcaldía de Lima durante ese tiempo.
En 2020, Aguilar confirmó que será candidato al Congreso de la República por el partido político Renovación Popular de Rafael López Aliaga, aunque en las elecciones del año siguiente no llegó a ganar ninguna curul.
En 2022, postula como regidor metropolitano de Lima por Renovación Popular, resultando elegido para el periodo 2023 - 2026.

## Créditos

### Televisión
| Año                   | Título                               | Rol                 | Cadena original         |
| --------------------- | ------------------------------------ | ------------------- | ----------------------- |
| 1980-1982 / 1997-1999 | Risas y Salsa                        | Productor           | Panamericana Televisión |
| 1993                  | El Enchufe                           | Director            | América Televisión      |
| 1994-1996             | JB noticias                          | Director artístico  | Frecuencia Latina       |
| 1997                  | El Ronco de Noche                    | Productor, director | Panamericana Televisión |
| 1997                  | Hinchapelotas                        | Productor, director | Panamericana Televisión |
| 1998-2000             | Taxista Ra Ra                        | Creador, productor  | Panamericana Televisión |
| 1999-2000             | Los ambulantes de la risa            | Director            | Panamericana Televisión |
| 2000-2003             | 24 minutos                           | Productor, director | Panamericana Televisión |
| 2001-2002             | XXIV Minutazos                       | Productor, director | Panamericana Televisión |
| 2001-2003             | Mil oficios                          | Creador, productor  | Panamericana Televisión |
| 2002                  | Cueros y Carcajadas                  |                     | Panamericana Televisión |
| 2003-2004             | Estos chicos de ahora                | Productor, director | Panamericana Televisión |
| 2004-2008             | Así es la vida                       | Creador, productor  | América Televisión      |
| 2008                  | Nacida para triunfar                 | Director            | América Televisión      |
| 2009                  | Las Locas Aventuras de Jerry y Marce |                     | América Televisión      |
| 2009-2016             | Al fondo hay sitio                   | Creador, productor  | América Televisión      |
| 2009-2010             | Al fondo hay sitio                   | Juan Gonzales       | América Televisión      |
| 2012                  | La Faraona                           | Productor, director | América Televisión      |
| 2013                  | Los amores de Polo                   |                     | América Televisión      |
| 2014                  | Hotel Otelo                          |                     | América Televisión      |
| 2014                  | ¿O besas o no besas?                 |                     | América Televisión      |
| 2020                  | La rosa de Guadalupe: Perú           |                     | América Televisión      |

### Cine
| Año  | Título    | Rol              |
| ---- | --------- | ---------------- |
| 1987 | Fantasías | Director general |

## Premios y nominaciones
| Año  | Premio                       | Categoría              | Trabajo            | Resultado |
| ---- | ---------------------------- | ---------------------- | ------------------ | --------- |
| 2009 | Premios Luces de El Comercio | Mejor producción local | Al fondo hay sitio | Ganador   |
| 2010 | Premios Luces de El Comercio | Mejor producción local | Al fondo hay sitio | Ganador   |
| 2011 | Premios Luces de El Comercio | Mejor producción local | Al fondo hay sitio | Ganador   |
| 2012 | Premios Luces de El Comercio | Mejor producción local | Al fondo hay sitio | Ganador   |
| 2013 | Premios Luces de El Comercio | Mejor producción local | Al fondo hay sitio | Ganador   |
| 2014 | Premios Luces de El Comercio | Mejor producción local | Al fondo hay sitio | Ganador   |
| 2015 | Premios Luces de El Comercio | Mejor producción local | Al fondo hay sitio | Ganador   |
| 2016 | Premios Luces de El Comercio | Mejor producción local | Al fondo hay sitio | Ganador   |